# Believe in Me (Bonnie Tyler)
Believe in Me è un brano musicale della cantante gallese Bonnie Tyler, pubblicato nel 2013.

## Il brano
Il brano è tratto dal sedicesimo album in studio della cantante Rocks and Honey. Esso è stato composto da Desmond Child, Lauren Christy e Christopher Braide. Si tratta del singolo di lancio dell'album, uscito per la Celtic Swan Recordings.
La canzone è stata registrata a Nashville (Tennessee) ed ha partecipato all'Eurovision Song Contest 2013, competizione europea tenutasi a Malmö (Svezia), in cui Bonnie Tyler ha rappresentato il Regno Unito e si è classificata diciannovesima in finale.

## Tracce
Download digitale
1. Believe in Me – 3:01